# スヴャトスラフ1世のブルガリア侵攻
スヴャトスラフ1世のブルガリア侵攻では、967/968年から971年にかけてバルカン半島東部で起こった、スヴャトスラフ1世率いるキエフ・ルーシ、第一次ブルガリア帝国、東ローマ帝国による戦役について述べる。スヴャトスラフ1世は最初東ローマ帝国の要請に応じてブルガリアへ侵攻、これを破って2年の間にブルガリア領の北部・北東部を占領した。その後キエフ・ルーシと東ローマ帝国の間で衝突が起き、最終的に東ローマ帝国が勝利をおさめた。キエフ・ルーシ軍は撤退し、東ローマ帝国がブルガリア領東部を併合した。
927年、ブルガリアと東ローマ帝国の間で和平条約が結ばれて40年間の停戦が定められ、長きにわたった両国の対立に一旦の終止符が打たれた。和平期間の間に両国とも力を蓄えたものの、東方でアッバース朝から大幅に領土を奪った東ローマ帝国が徐々に優勢になり、周辺国と同盟を結び対ブルガリア包囲網を築いた。965/966年、新たに東ローマ皇帝の座についたニケフォロス2世フォカスは、和平条約で取り決められていたブルガリアへの貢納を停止し、宣戦布告した。彼自身は東方での戦争に忙殺されていたため、対ブルガリア戦争の駒としてルーシの君主スヴャトスラフ1世を招き入れたのだった。
ブルガリアへの外交的圧力になればというニケフォロス2世の期待を超えて、スヴャトスラフ1世は破竹の勢いでブルガリアに侵攻し、967年から969年の間にバルカン半島北部のブルガリア枢要地を占領し、ブルガリアのツァーリであるボリス2世を捕らえ、これを傀儡とすることで占領地を統治し始めた。さらにスヴャトスラフ1世はルーシからブルガリアにまたがる巨大帝国の建設を目論見、南進を続けて東ローマ帝国と衝突した。トラキアを進撃したルーシ軍だったが、970年にアルカディオポリスの戦いで東ローマ帝国の新帝ヨハネス1世ツィミスケスに敗北を喫した。反撃に転じたヨハネス1世はブルガリア領北部に進出し、首都プレスラフを占領した。ドロストポリにおける三か月にわたる包囲戦の末、スヴャトスラフ1世は東ローマ帝国と和平を結び、ブルガリアからの撤退に同意した。ヨハネス1世は正式にブルガリア東部を併合した。しかしバルカン半島中部・西部の諸国に影響力を及ぼすことは出来ないままだった。これが後のコミトプリ朝によるブルガリア国家の復活を招くことになる。

## 背景

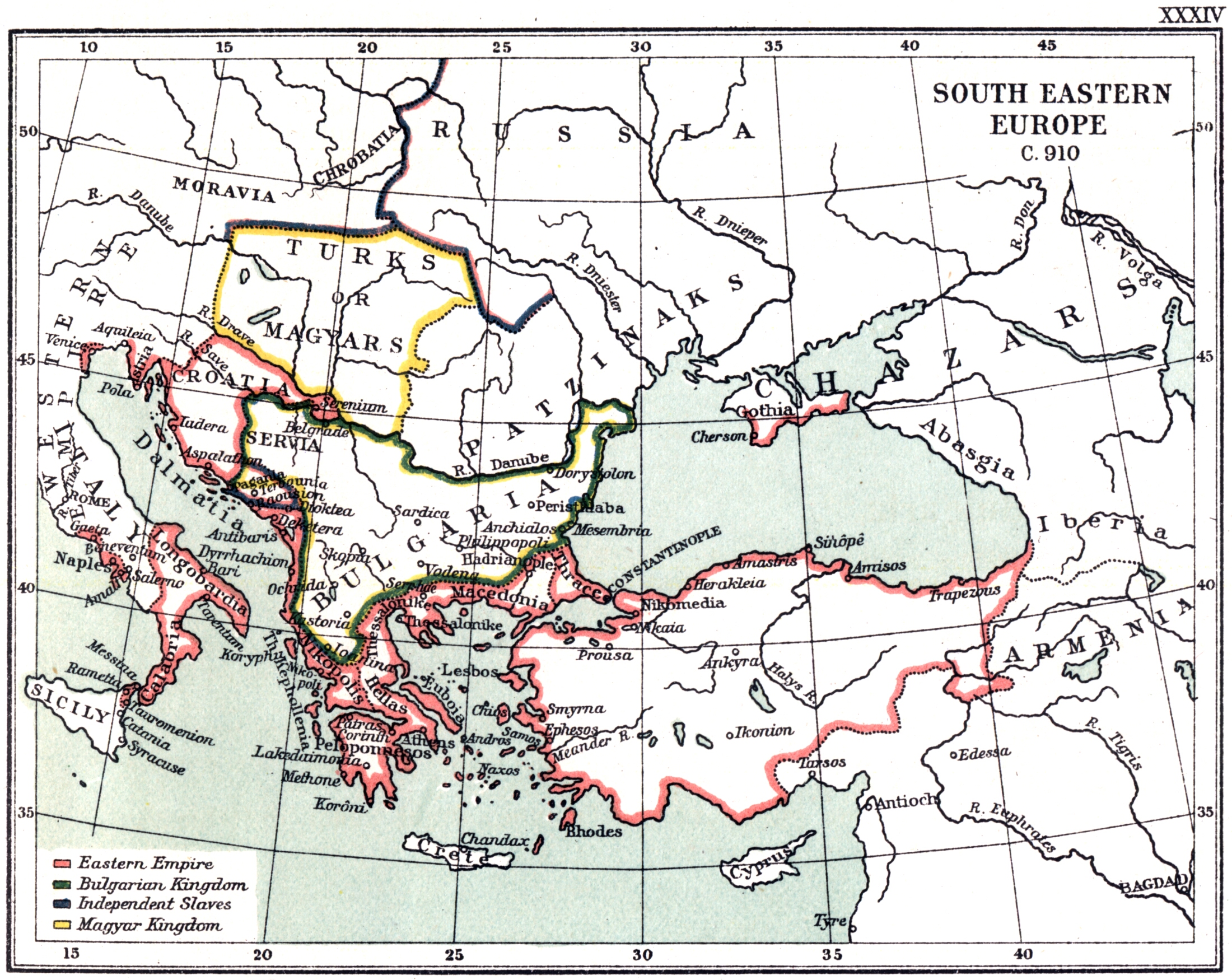
910年ごろのバルカン半島と東ローマ帝国

10世紀初頭のバルカン半島では、南部と海岸地帯を支配する東ローマ帝国と、中部・北部を支配する第一次ブルガリア帝国が覇権を争っていた。シメオン1世 (在位: 893年–927年)はブルガリア帝国を拡大し、東ローマ帝国から領土を奪って自身の皇帝（ツァーリ）号を認めさせるに至った。927年5月に彼が死去した後、両大国は関係を急速に改善させ、同年のうちに同盟と帝室間の婚姻が成立した。東ローマ皇帝ロマノス1世レカペノス (在位: 920年-944年)は、孫娘のマリアをシメオン1世の次男で後継者のペタル1世 (在位: 927年–969年)に嫁がせ、ペタル1世の帝号を再承認したのである。さらに東ローマ帝国は、マリアの体面を保つための補助金という名目で、毎年ブルガリア皇帝に貢納して和平を保障してもらうことになった。
両帝国ともにこの平和な関係が維持されることを望み続け、40年にわたり両国の衝突は起きなかった。一方でブルガリアは、北面にドナウ川という天然の防壁をも乗り越えて攻め寄せるマジャル人やペチェネグ人などの遊牧民に悩まされていた。彼らはブルガリア中を荒らしまわり、時には東ローマ帝国国境まで至ることもあった。実のところ、ペチェネグ人が続々と襲撃に来ることができた背景には、ブルガリアと和平を結んでいるはずの東ローマ帝国が影で手をまわし支援していたという事情があった。とはいえシメオン1世のような軍事的な輝きには欠けるものの、ペタル1世の時代のブルガリアは未だ黄金時代を謳歌しており、経済や都市の文化の繁栄に浴していた。
西側の平和を確保した東ローマ帝国は、東方のアッバース朝との戦争に力を注いだ。ヨハネス・クルクアスやニケフォロス・フォカスといった有能な将軍のもと、東ローマ帝国は軍制改革を経て積極的な攻勢に出て、東ローマ帝国の版図を大いに広げた。一方でバルカン半島を無視していたわけでもなく、中・東欧の諸勢力と絶え間なく接触を繰り返すことで、巧みにバルカン半島の勢力均衡を維持していた。さらにクリミア半島のテマ・ケルソーノスを拠点として、ペチェネグ族や新興のキエフ・ルーシとの貿易を展開していた。さらに宣教師をマジャル人やバルカン半島西部のスラヴ人諸公国に派遣し、君主たちをキリスト教に改宗させて東ローマ帝国の宗主権を認めさせることに成功した。この動きは、チャスラヴ・クロニミロヴィチがブルガリア帝国からセルビアを独立させ東ローマ帝国に従って以降に加速した。こうしたブルガリア帝国の周縁部と関係を築いていく戦略は、東ローマ帝国が用いた重要な外交技術の一つである。ペチェネグ人やハザールを唆してブルガリア帝国を攻撃させ圧力をかけるというのは、まさに東ローマ帝国のお家芸であった。
963年にロマノス2世が死去すると、その跡を継いだ幼い息子バシレイオス2世からニケフォロス・フォカスが実権を奪い、共同皇帝ニケフォロス2世 (在位: 963年–969年)として即位した。アナトリアの有力な軍事貴族出身だったニケフォロス2世はもっぱら東方に注力し、みずから軍勢を率いて遠征し、キプロスやキリキアを奪回した。965年後半もしくは966年、ブルガリア帝国の使節が貢納の支払いを求めてニケフォロス2世のもとへやってきた。すると最近の軍事的成功に自信をつけていたニケフォロス2世は、ブルガリア帝国の要求が生意気だと考え、支払いを拒否した。かつてペタル1世に嫁いだマリアが死去したので、貢納義務は無くなったというのがニケフォロス2世の言い分だった。彼は使節を殴り飛ばして脅迫と侮辱の言葉をかけブルガリア帝国へ送り返した。そして軍勢を率いてトラキアに進軍し、入念な軍事パレードを挙行し、国境地帯のブルガリア帝国の要塞をいくつか奪取した。ニケフォロス2世がブルガリア帝国との断交に及んだ背景には、最近になってペタル1世がマジャル人と条約を結んでいたことも関係していた。この条約には、マジャル人がブルガリア帝国領内での略奪を止める代わりに、東ローマ帝国領を荒らすためブルガリア領の通行を認められるという内容が明記されていたのである。
戦争回避を望むペタル1世は、息子のボリスとロマンを人質としてコンスタンティノープルに贈った。これもニケフォロス2世を宥めるには不十分だった。しかし当のニケフォロス2世にも、すぐにはブルガリア遠征を実行できない事情を抱えていた。彼の軍勢は東方での戦争にかかりきりであったし、何より彼自身が山がちで森深いブルガリアに遠征するのに気が進まなかったのである。結局ニケフォロス2世は伝統的なその場しのぎの作として、東ヨーロッパの他の部族にブルガリア帝国を襲わせるという手に頼ることになった。966年後半もしくは970年前半a[›]、ニケフォロス2世はケルソネソスのパトリキオスであるカロキュロスという者を、使節としてキエフ・ルーシの長スヴャトスラフ1世のもとに派遣した。東ローマ帝国とキエフ・ルーシは945年に条約を結んだことがあり、長らく緊密な関係を維持してきていた。今回は莫大な報酬（助祭レオーンによれば1500ポンドの金）の見返りとして、スヴャトスラフ1世に北からブルガリア帝国を攻めさせようとしたのである。なおニケフォロス2世がスヴャトスラフ1世を使おうとしたこの方策は、東ローマ帝国史上ではいくぶん珍しい事であった。伝統的に、このような任務にはペチェネグ人が使われるのが普通だったからである。歴史家のA・D・ストークスは、スヴャトスラフ1世のブルガリア遠征をめぐる背景や時系列を検討した結果、この判断には先にハザール・カガン国を滅ぼした危険なスヴャトスラフ1世を東ローマ帝国領のケルソネソスから遠ざけようとする意図も働いていたのではないかと考えている。

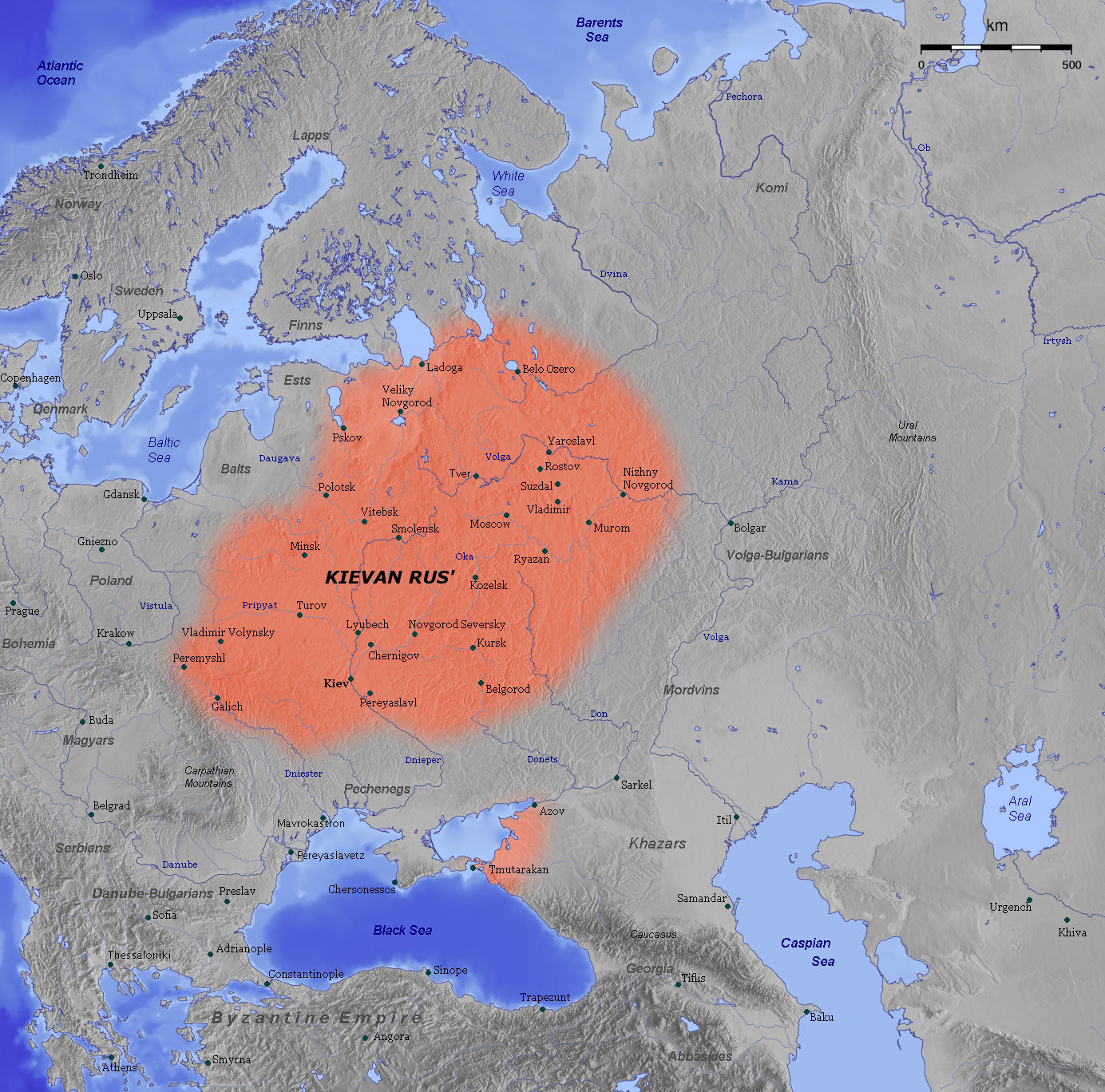
10世紀中盤のキエフ・ルーシ

スヴャトスラフ1世は東ローマ帝国の提案に飛びついた。967/8年8月、ルーシ軍がドナウ川を渡ってブルガリア帝国に侵攻し、シリストラの戦いで3万人のブルガリア帝国軍を破りドブロジャの大部分を占領した。ブルガリアの歴史家ヴァシル・ズラタルスキによれば、スヴャトスラフ1世はブルガリア帝国北東部の80都市を占領し、略奪し、破壊して、そのまま占領し続けず捨て置いた。敗報を受けたペタル1世は癲癇の発作に見舞われた。ルーシ軍はペレヤスラヴェツで冬を越し、対するブルガリア軍はドロストポリ (シリストラ)の要塞へ撤退した。翌年、ペチェネグ人がキエフを包囲したので、スヴャトスラフ1世は軍勢の一部と共に救援のため帰国した。これも東ローマ帝国の差し金である可能性もあるが、原初年代記ではブルガリア帝国が唆したとされている。同じころ、ペタル1世が新たな使節をコンスタンティノープルに派遣したことがクレモナのリュートプランドによって記録されている。以前の使節とは真逆に、今回の使節は大変な敬意を払われもてなされた。その上で自身の優位を確信しているニケフォロス2世は、ブルガール人に過酷な要求を突き付けた。ペタル1世は退位して息子ボリスに譲ること、幼い共同皇帝バシレイオス2世とコンスタンティノス8世にボリスの娘たちを嫁がせること、というものであった。
要求を呑んだペタル1世は修道院に隠棲し、969年に死去した。東ローマ帝国の人質だったボリスは解放され、ボリス2世としてツァーリに即位した。ここまでは、すべてニケフォロス2世の思い通りに事が進んでいるかに見えた。ところが、南方の豊かな土地を目にしたスヴャトスラフ1世は、この地をも征服したいと考え始めていた。ニケフォロス2世の使節としてやって来ていたはずのカロキュロスも、自分が東ローマ帝国の帝位を奪おうという野心を抱き、スヴャトスラフ1世の野望を焚きつけた。ペチェネグ人を撃退したスヴャトスラフ1世は、ルーシを統治する代理の副王を残して、再び南方へ目を向けたのである。

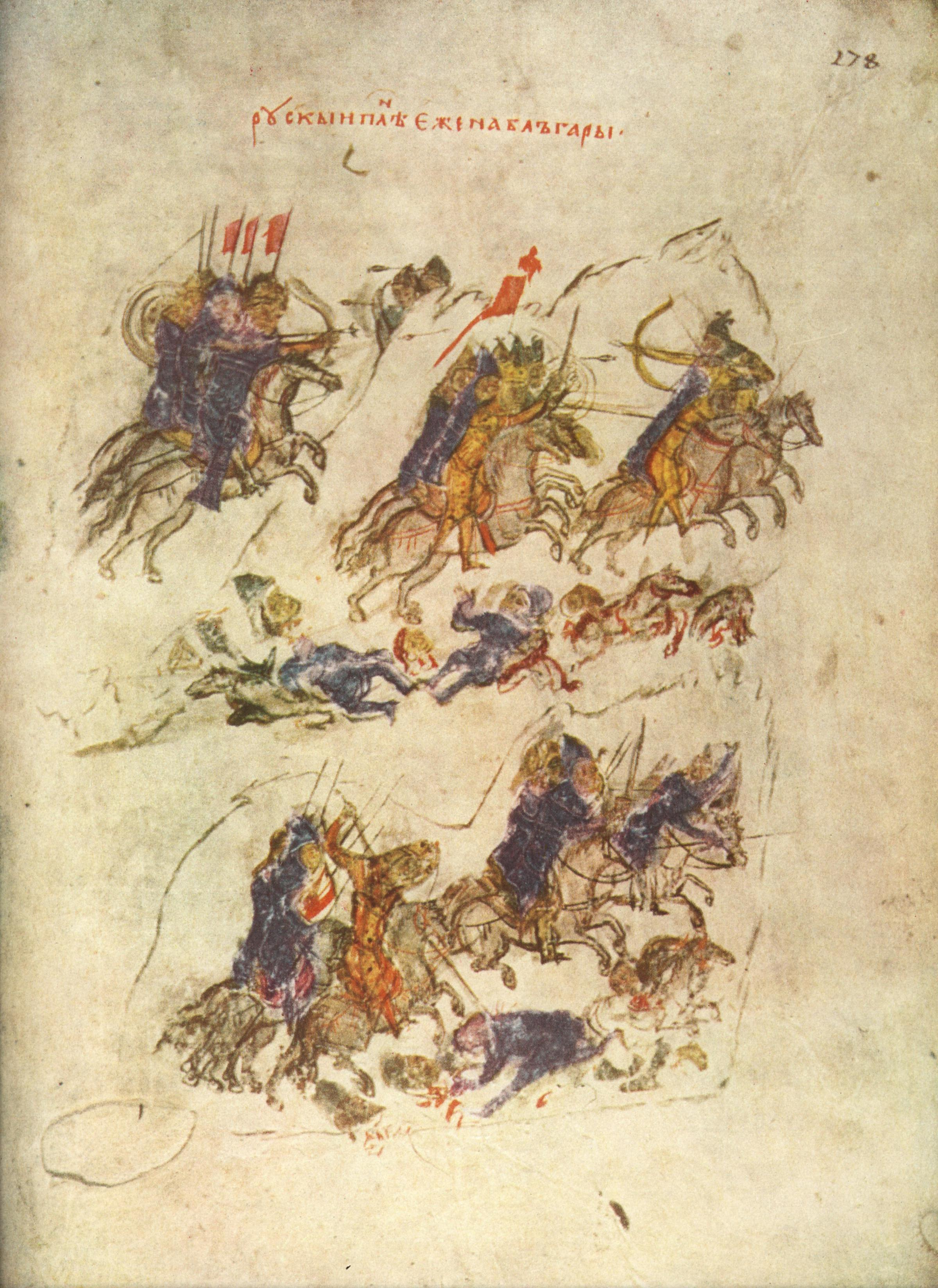
スヴャトスラフ1世の侵攻。コンスタンティノス・マナセスの年代記より。

969年夏、スヴャトスラフ1世はルーシの軍勢を率いてブルガリアに戻ってきた。ここには彼と同盟を結んだペチェネグ人やマジャル人の分遣隊も加わっていた。彼の不在中にボリス2世はペレヤスラヴェツを奪回していた。そこへスヴャトスラフ1世の軍勢が再来し、ブルガリア守備隊の徹底抗戦もむなしく街は陥落した。これを受けて、ボリス2世と弟ロマン1世はルーシ軍に降伏した。スヴャトスラフ1世は瞬く間にブルガリア東・北部を制圧し、ドロストポリとブルガリア帝国の首都プレスラフに守備隊を置いた。ボリス2世はプレスラフにとどまり、名目的な君主となりスヴャトスラフ1世の傀儡として動くようになった。といってもルーシ族支配に対するブルガール人の反抗を和らげるため、ボリス2世はある程度の実権を維持することを許されていた 。スヴャトスラフ1世は巧みにブルガリア帝国の力を味方につけた。かなりの数のブルガリア帝国兵がスヴャトスラフ1世の軍勢に加わった。戦利品の分け前にあずかれる利益に釣られたのもあるが、スヴャトスラフ1世の東ローマ帝国に対する野望への共感や、同じスラヴ人の伝統を受け継いでいるという親近感も手伝っていた。スヴャトスラフ1世自身も、この新しい属国で反発を受けぬよう心を砕いていた。自軍に対しては、農村地帯や平和的に降伏した都市での略奪を禁じていた。
こうして、ニケフォロス2世の計略は、ブルガリアを弱めるどころか帝国の北方国境に新しく好戦的な勢力が現れ、東ローマ帝国自身に降りかかってくる事態となった。スヴャトスラフ1世は、南進を続けてコンスタンティノープルを目指そうという意図を隠そうとしなかった。ニケフォロス2世はブルガール人にルーシ族との戦争を続けさせようとしたが、効果は無かった。969年12月11日、ニケフォロス2世は宮廷で殺害され、暗殺者のヨハネス1世ツィミスケス (在位: 969年–976年)が帝位を継いだ。ヨハネス1世はスヴャトスラフ1世との交渉を望んで使節を派遣したが、スヴャトスラフ1世は膨大な貢納金を支払うか、帝国のヨーロッパ大陸領を明け渡して小アジアへ引き上げるかという過酷な要求を突き付けてきた。ヨハネス1世は帝位を簒奪した自身の地位を固めるのに手一杯で、強力なフォカスの一党によるアナトリア半島での不穏な動きにも対処しなければならなかった。そのため、ヨハネス1世は対スヴャトスラフ1世戦争を、義弟のスコライ軍司令長官バルダス・スケレロスと、宦官でストラトペダルケスのペトルスに任せることにした。
970年前半、ブルガール人、ペチェネグ人、マジャル人を加えたルーシの大軍勢が、バルカン山脈を超えて南下してきた。彼らはフィリッポポリス (現プロヴディフ)を急襲し、助祭レオーンによれば、生き残った2万人の住民が串刺し刑に処された。対するスケレロスは1万人から1万2000人の軍勢を率い、970年春にアルカディオポリス（現リュレブルガズ）付近でルーシ軍を待ち受けた。このアルカディオポリスの戦いにおいて、数で圧倒的に劣る東ローマ軍は偽装退却戦術をとった。ペチェネグ人部隊をルーシ本軍から引きはがしたうえで奇襲をかけ、この部隊を壊滅させたのである。これを見たルーシ本軍は恐慌状態に陥って逃げ出し始め、東ローマ軍の追撃により甚大な犠牲を払うことになった。大敗を喫したルーシ軍はバルカン山脈の北へ撤退した。このおかげで、ヨハネス1世は国内問題を片づけて自身の軍勢を集める時間を稼ぐことができた。

## 東ローマ帝国の攻勢

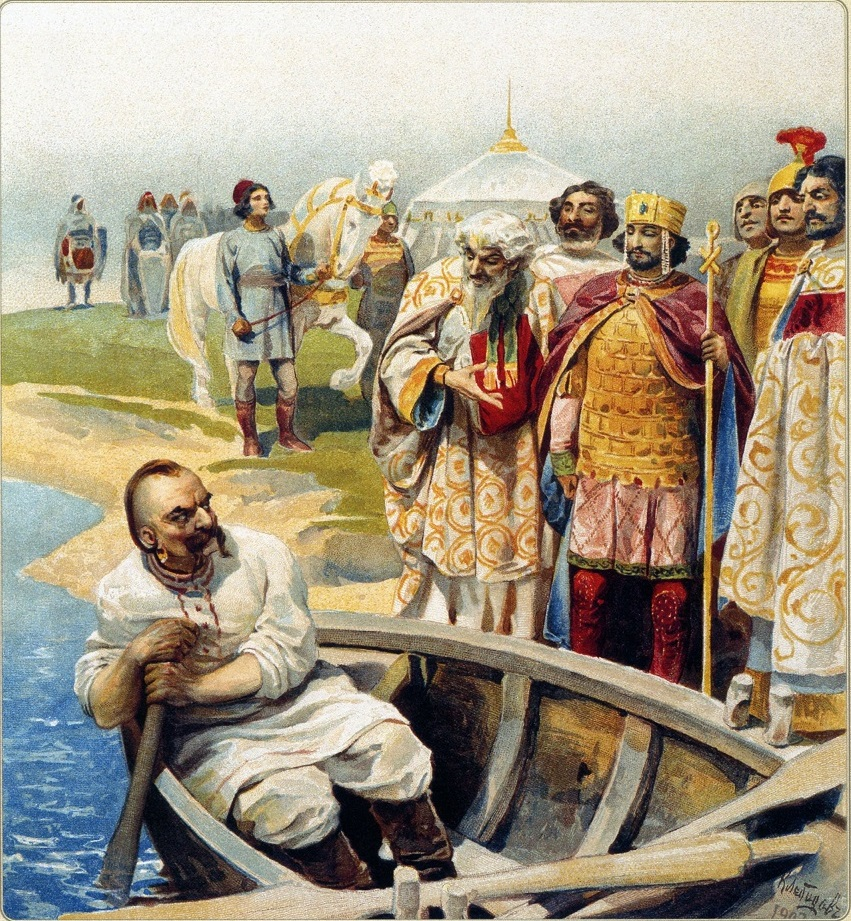
スヴャトスラフ1世とヨハネス1世ツィミスケスの会見。クラヴディー・レベデフ画

970年の間に小バルダス・フォカスの反乱を鎮圧したヨハネス1世は、971年前半に自身の軍勢を召集し、アナトリアからトラキアへ進軍して物資と攻城兵器を集めながらルーシの領域へ進軍した。また東ローマ帝国海軍も、敵の背後に軍勢を上陸させたりドナウ川で敵の退路を断ったりする任務を帯びて出撃した。ヨハネス1世は971年の復活祭の週を選んで、完全に油断していたルーシ軍に奇襲をかけた。ルーシ軍の支配下にあるはずのバルカン山脈は無防備であった。これは彼らがブルガリアでの反乱鎮圧に追われていたからという説もあれば、A・D・ストークスの言うように、アルカディオポリスの戦い後に結ばれた停戦条約で満足してしまっていたからだという説もある。
ヨハネス1世自身が率いる3万人から4万人の東ローマ帝国軍は一挙にブルガリアを進撃し、さしたる抵抗もないままプレスラフまで至った。ルーシ軍はこの町の市壁の外に出て抵抗したが敗れ去り、東ローマ軍に包囲された。ルーシの貴族スヴェネーリドb[›] のもとでルーシ族やブルガール人の守備隊は頑強に抵抗したが、プレスラフは4月13日に遂に陥落した。ボリス2世やその家族もここで東ローマ帝国の捕虜となり、皇帝の権標群とともにコンスタンティノープルへ送られた。スヴャトスラフ1世はこれに先立ち、本軍を率いてドロストポリを経由しドナウ川を北へ引き返していた。また彼はブルガール人の反乱を恐れ、300人のブルガリア貴族を処刑し、その他の多くを投獄していた。その結果、東ローマ帝国軍の侵攻を妨げるものはなくなり、各地の砦のブルガリア守備隊は平和裏に降伏していった。
東ローマ軍がドロストポリに近づくと、守るルーシ軍は街から外に出て会戦の備えを固めた。この日の戦闘は長く激しいものとなったが、最終的にヨハネス1世がカタフラフト重騎兵に突撃を命じ、勝利を手にした。ルーシ軍はまたたくまに戦列を乱し、要塞に逃げ帰った。その後のドロストポリ包囲戦は3か月にわたり続いた。東ローマ軍が海陸両面から包囲したのに対し、ルーシ軍は何度も出撃して戦った。しかし幾度にもわたる衝突は、すべて東ローマ軍の勝利に終わった。7月後半の最後の凄惨な戦闘に敗れた後、ルーシ守備隊は降伏を余儀なくされた。東ローマ帝国の年代記によれば、もともと6万人いた守備隊は2万2000人にまで減っていた。その後、ヨハネス1世とスヴャトスラフ1世は直接会見して和平条約を結んだ。ルーシ軍は捕虜と戦利品を置いていくことを条件に帰国を許された。またキエフ・ルーシは、二度と東ローマ帝国領を侵さないと誓うことで、貿易に携わる権利を再確認された。和平が成った帰路、スヴャトスラフ1世はドニエプル川でペチェネグ人の襲撃にあい命を落とした。

## その後

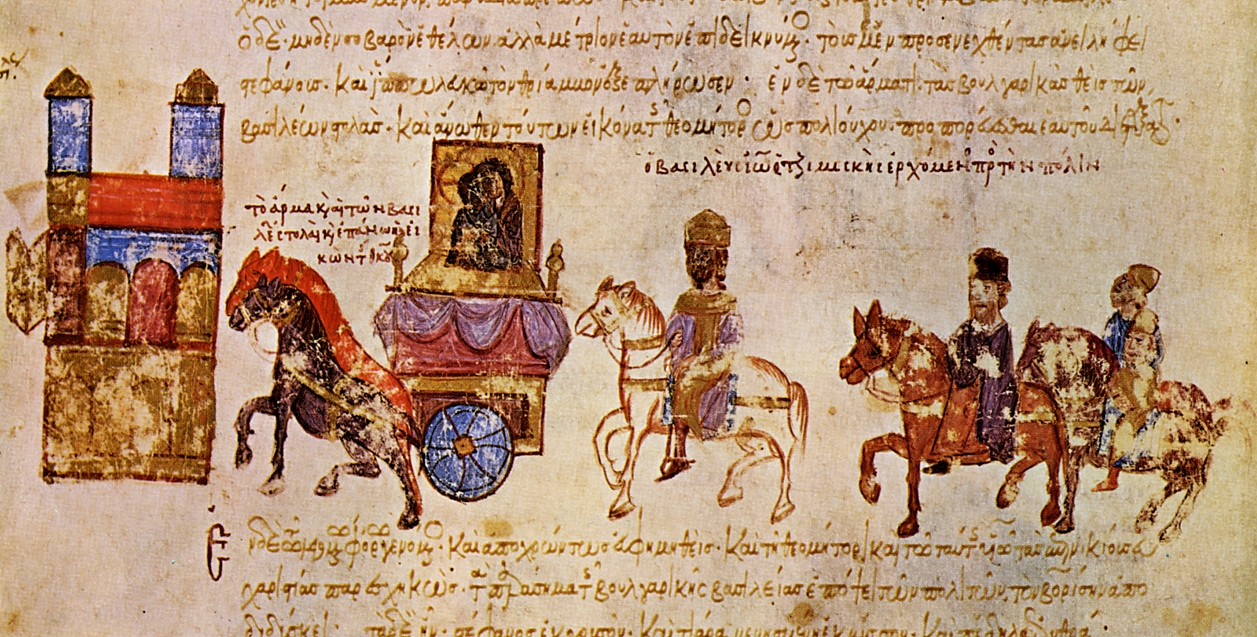
スキュリツェス年代記マドリード写本に描かれたヨハネス1世ツィミスケス（白馬に乗った人物）。彼の前を行く荷車には聖母マリアのイコンとブルガリア帝国のツァーリの権標が載せられている。権標の元の持ち主だったボリス2世が、ヨハネス1世のさらに後ろに続いている。

東ローマ帝国、ブルガリア帝国、キエフ・ルーシの戦争は、最終的に東ローマ帝国の完勝に終わった。ヨハネス1世はこの成果を一切無駄にしなかった。まずブルガリアについては、当初ボリス2世をツァーリとして認めていたにもかかわらず、ドロストポリ包囲戦後に態度を翻した。ヨハネス1世がコンスタンティノープルへ凱旋し黄金の門をくぐったとき、聖母マリア（生神女）のイコンとブルガリアのツァーリの権標を積んだワゴンがまず入り、ヨハネス1世が後に続き、ボリス2世とその家族はさらにその後を進まされた。行列がコンスタンティノープルのフォルムに到着すると、ボリス2世は公衆の面前でツァーリの位を示す物を剥ぎ取られた。ツァーリの冠はハギア・ソフィア大聖堂で神に捧げられた。
この事件が象徴するように、少なくとも東ローマ帝国の視点では、ブルガリアの独立は終焉を迎えた。ドナウ川沿いの下流部には、東ローマ帝国軍の将軍が長官として赴任した。プレスラフはヨハネス1世を記念してヨアンノポリス(Ioannopolis)、ドロストポリ（ペレヤスラヴェツの可能性もあり）は聖テオドロス・ストラテラテスにちなんでテオドロポリスと改名された。後者については、ドロストポリ包囲戦の最後の戦闘の前に聖テオドロスが現れたという伝説がもとになっている。さらにヨハネス1世はブルガリア総主教庁をコンスタンティノープル総主教に従属する大主教座に降格し、ブルガリア皇族や多くのブルガリア貴族をコンスタンティノープルや小アジアに移住させた。フィリッポポリス周辺の地域にはアルメニア人が入植した。ただブルガリア東部と一部の大都市を除けば、東ローマ帝国の支配権は名目的なものにとどまっていた。ヨハネス1世の関心はニケフォロス2世と同様にもっぱら東方へ向けられており、バルカン半島内陸部の支配を徹底しようとはしなかったのである。彼はルーシの脅威が去ったのに満足してシリアに矛先を向けた。その結果、バルカン半島北部・中部やマケドニアは、東ローマ帝国やキエフ・ルーシの影響力が及ばないまま、以前のように地元のブルガール人エリートたちによる支配が続いた。
この地域では、976年にヨハネス1世が死去したことによる東ローマ帝国の内乱に乗じ、再びブルガリア系勢力が台頭してきた。その中心にいたのが、コメスのニコラの4人の息子たちであった。彼らはコミトプリ（コメスの息子たち）と呼ばれた。その中でも特に有能だったサムイルは、マケドニアを中心にブルガリア帝国を再興し、997年にツァーリとして戴冠した。強大な戦士だったサムイルは東ローマ帝国領奥深くまで侵入してペロポネソス半島まで南下することもあった。一方東ローマ帝国では長らく軍人皇帝たちの傀儡に甘んじていたバシレイオス2世 (在位: 976年–1025年)が正帝となり、両者は幾度にもわたる戦争を戦うことになった。この戦争も、最終的には1018年に東ローマ帝国がブルガリアを再征服することで終結した。ただ東ローマ帝国側は、971年にブルガリア帝国は滅亡しているという認識から、サムイルの戦争を単なる皇帝権威への反乱と位置付けた。そのためブルガリアの小領主たちの扱いは変わらず、彼らは971年以前の平等の原則を認められた。